# Airy-0
Airy-0 – małej wielkości krater uderzeniowy na Marsie o średnicy 0,5 km. Znajduje się na półkuli południowej, na południku 0º. W 1973 roku nazwany na cześć George Biddell Airy. Krater ten określa położenie marsjańskiego południka zerowego